# 貝瑞貢 (剛鐸宰相)
貝瑞貢（Beregond），是英國作家約翰·羅納德·鲁埃爾·托爾金（J.R.R. Tolkien）的史詩式奇幻說《魔戒三部曲》中的虛構人物。
他是剛鐸（Gondor）的宰相和第二十任攝政王（Ruling Steward），也是剛鐸的勇將，擊退了入侵的海盜。

## 名字
貝瑞貢（Beregond）一名來自辛達語，意思可能是「勇敢之石」Valiant stone。

## 總覽
貝瑞貢是剛鐸的登丹人（Dúnedain）。他屬於胡林家族（House of Húrin），父親是剛鐸宰相及第十九任攝政王貝倫（Beren）。不清楚他有沒有任何兄弟姊妹。他的獨子是貝列克索（Belecthor）。
他是第二十任剛鐸攝政王，兼任剛鐸的宰相（Steward）。在他任內剛鐸處於和平時期，從長冬（Long Winter）造成的損失中恢復過來。除了是剛鐸攝政王外，貝瑞貢也是剛鐸當時頭號大將，名聲和戰技足以媲美早他約三百多年的剛鐸猛將、攝政王之一的波羅莫（Boromir）。
他生於第三紀元2700年，死於2811年，享年111歲。

## 生平

### 早年
貝瑞貢生於第三紀元2700年，大概是在米那斯提力斯（Minas Tirith）。
在他父親貝倫執政年間（2758年），三支昂巴海盜（Corsairs of Umbar）艦隊全面進攻剛鐸的海岸線，加上長冬發生、洛汗（Rohan）淪陷，令剛鐸只能孤軍奮戰。貝瑞貢當時負責指揮剛鐸軍隊，於翌年春天前就取勝並將敵人驅逐。凱旋而歸的貝瑞貢旋即北進洛汗，配合洛汗王族佛瑞拉夫（Fréaláf）的攻擊和積雪融化所成的洪水而重創敵人，光復了洛汗的國土。

### 剛鐸攝政王
2763年，他的父親貝倫逝世，由貝瑞貢繼承宰相之位。由於剛鐸在長冬期間受的影響較少，故此其國力於貝瑞貢接任時就已恢復了。他統治的同時，剛鐸聽聞到迷霧山脈（Misty Mountains）中發生了矮人與半獸人之戰爭（War of Dwarves and Orcs）的消息。
第三紀元2811年，貝瑞貢去世，結束48年的統治，由他的兒子貝列克索繼位。

## 資料來源
1. 1 2 3 4 5 6  《中土世界的歷史》 Vol.12《中土世界的民族》 "The Heirs of Elendil"
2. ↑  .   [2011-11-12]. （原始内容存档于2011-10-16）.
3. 1 2 3 4 5  《魔戒三部曲》 2001年 聯經初版翻譯 附錄一帝王本紀及年表
4. ↑  《魔戒三部曲》 2001年 聯經初版翻譯 附錄二編年史

| 前任： 貝倫 | 剛鐸宰相及攝政王 | 繼任： 貝列克索二世 |